# Riocentro
Il Riocentro è un centro congressi situato nel quartiere Jacarepaguá della città di Rio de Janeiro, Brasile, ed è attualmente il secondo più grande centro congressi di tutta l'America Latina. Il complesso si compone in totale di 5 padiglioni con una superficie calpesatabile totale di circa 87 000 m² e dispone anche di un hotel a 5 stelle con 306 camere.

## Storia
Aperto nel 1977, è stato appositamente progettato e costruito per lo svolgimento di grandi eventi ed è gestito dal 2006 dalla società francese GL Events, sotto una concessione di 50 anni stipulata in previsione dei XV Giochi panamericani. In precedenza, la struttura era controllata direttamente dal comune di Rio de Janeiro. È inoltre sede, dal 1983, del salone del Biennale del Libro di Rio de Janeiro.
Nel 1981 il centro fu il luogo di un attentato organizzato dalla dittatura militare brasiliana per giustificare la repressione degli oppositori. Tuttavia, quando il complotto fu scoperto, l'evento contribuì alla fine della dittatura, terminata nel 1985.
La struttura ha ospitato, nel corso della sua storia, la Conferenza sull'ambiente e lo sviluppo delle Nazioni Unite del 1992, il Congresso Astronautico Internazionale del 2000 e la Conferenza delle Nazioni Unite sullo sviluppo sostenibile del 2012.
Nel 2007, è stata anche la sede di alcune gare dei XV Giochi panamericani e, nel 2016, la struttura ha ospitato le gare di badminton, pugilato, sollevamento pesi e tennistavolo dei Giochi della XXXI Olimpiade. Per l'occasione è stato anche costruito un sesto padiglione dalla superficie di 7 500 m², che diventerà un teatro al termine dei giochi, e sono stati rinnovati i padiglioni 2, 3 e 4.